# Antonella Confortola
Antonella Confortola-Wyatt (ur. 16 października 1975 w Cavalese) – włoska biegaczka narciarska, brązowa medalistka olimpijska oraz dwukrotna medalistka olimpijska.

## Kariera
Jej pierwszą dużą imprezą były igrzyska olimpijskie w Nagano w 1998 r. Zajmowała tam miejsca w trzeciej dziesiątce. Na igrzyskach w Salt Lake City jej najlepszym indywidualnym wynikiem było 16. miejsce w biegu na 15 km techniką dowolną. Największy sukces olimpijski osiągnęła podczas igrzysk w Turynie, gdzie wraz z Arianną Follis, Gabriellą Paruzzi i Sabiną Valbusą wywalczyła brązowy medal w sztafecie 4 × 5 km. Startowała także na igrzyskach w Vancouver, gdzie zajęła 16. miejsce w biegu na 30 km techniką klasyczną.
Na mistrzostwach świata zadebiutowała w 1999 r. podczas mistrzostw w Ramsau. To właśnie tam zdobyła swój pierwszy medal w karierze zajmując razem z Valbusą, Paruzzi i Stefanią Belmondo drugie miejsce w sztafecie 4 × 5 km. Na mistrzostwach świata w Val di Fiemme jej najlepszym indywidualnym wynikiem było 15. miejsce w biegu na 15 km techniką dowolną. Podczas mistrzostw świata w Oberstdorfie zdobyła swój drugi medal zajmując wspólnie z Valbusą, Paruzzi i Follis trzecie miejsce w sztafecie. Startowała ponadto na mistrzostwach w Sapporo oraz na mistrzostwach w Libercu, ale bez sukcesów, indywidualnie ani razu nie znalazła się w pierwszej dziesiątce.
Najlepsze wyniki w Pucharze Świata osiągnęła w sezonie 2003/2004, kiedy to zajęła 26. miejsce w klasyfikacji generalnej.
W maju 2009 r. wyszła za mąż za nowozelandzkiego lekkoatletę Jonathana Wyatta. Podczas mistrzostw Europy w biegach górskich w 2010 roku indywidualnie zajęła czwarte miejsce, a drużynowo zdobyła srebrny medal. Rok później wywalczyła drużynowo złoty medal mistrzostw świata w biegach górskich, które odbyły się w Tiranie.

## Osiągnięcia

### Igrzyska olimpijskie
| Miejsce | Dzień     | Rok  | Miejscowość    | Konkurencja                                 | Czas biegu | Strata  | Zwyciężczyni        |
| ------- | --------- | ---- | -------------- | ------------------------------------------- | ---------- | ------- | ------------------- |
| 27.     | 8 lutego  | 1998 | Nagano         | 15 km stylem klasycznym                     | 46:55,4    | +4:12,2 | Olga Daniłowa       |
| 20.     | 20 lutego | 1998 | Nagano         | 30 km stylem dowolnym                       | 1:22:01,5  | +7:30,1 | Julija Czepałowa    |
| 16.     | 9 lutego  | 2002 | Salt Lake City | 15 km stylem dowolnym                       | 39:54,4    | +2:03,4 | Stefania Belmondo   |
| 34.     | 12 lutego | 2002 | Salt Lake City | 10 km stylem klasycznym                     | 28:05,6    | +2:36,6 | Bente Skari         |
| 19.     | 24 lutego | 2002 | Salt Lake City | 30 km stylem klasycznym                     | 1:30:57,1  | +6:50,3 | Gabriella Paruzzi   |
| 22.     | 12 lutego | 2006 | Turyn          | 15 km łączony                               | 43:25,6    | +2:23,2 | Kristina Šmigun     |
| 34.     | 16 lutego | 2006 | Turyn          | 10 km stylem klasycznym                     | 27:51,4    | +2:35,5 | Kristina Šmigun     |
| 3.      | 18 lutego | 2006 | Turyn          | Sztafeta 4 × 5 km                           | 54:47,7    | +11,0   | Rosja               |
| DNF     | 24 lutego | 2006 | Turyn          | 30 km stylem dowolnym                       | 1:22:25,4  | -       | Kateřina Neumannová |
| 16.     | 27 lutego | 2010 | Vancouver      | 30 km stylem klasycznym ze startu wspólnego | 1:30:33,7  | +3:34,0 | Justyna Kowalczyk   |

### Mistrzostwa świata
| Miejsce | Dzień     | Rok  | Miejscowość   | Konkurencja             | Czas biegu | Strata   | Zwyciężczyni        |
| ------- | --------- | ---- | ------------- | ----------------------- | ---------- | -------- | ------------------- |
| 27.     | 19 lutego | 1999 | Ramsau        | 15 km stylem dowolnym   | 38:49,0    | +4:07,6  | Stefania Belmondo   |
| 2.      | 25 lutego | 1999 | Ramsau        | Sztafeta 4 × 5 km       | 53:05,9    | +1:24,5  | Rosja               |
| 39.     | 27 lutego | 1999 | Ramsau        | 30 km stylem klasycznym | 1:29:19,9  | +11:12,0 | Łarisa Łazutina     |
| 22.     | 18 lutego | 2003 | Val di Fiemme | 15 km stylem klasycznym | 39:40,9    | +2:24,8  | Bente Skari         |
| 7.      | 24 lutego | 2003 | Val di Fiemme | Sztafeta 4 × 5 km       | 50:54,7    | +1:40,2  | Niemcy              |
| 15.     | 28 lutego | 2003 | Val di Fiemme | 30 km stylem dowolnym   | 1:14:29,8  | +4:23,1  | Olga Zawjałowa      |
| 21.     | 17 lutego | 2005 | Oberstdorf    | 10 km stylem dowolnym   | 26:27,6    | +1:50,6  | Kateřina Neumannová |
| 18.     | 19 lutego | 2005 | Oberstdorf    | bieg łączony            | 42:16,8    | +2:11,7  | Julija Czepałowa    |
| 3.      | 21 lutego | 2005 | Oberstdorf    | Sztafeta 4 × 5 km       | 57:15,7    | +49,7    | Norwegia            |
| 20.     | 26 lutego | 2005 | Oberstdorf    | 30 km stylem klasycznym | 1:27:05,8  | +3:24,1  | Marit Bjørgen       |
| 35.     | 25 lutego | 2007 | Sapporo       | 2 × 7,5 km bieg łączony | 41:27,5    | +3:50,2  | Olga Zawjałowa      |
| 23.     | 27 lutego | 2007 | Sapporo       | 10 km stylem dowolnym   | 23:58,4    | +1:52,5  | Kateřina Neumannová |
| 14.     | 3 marca   | 2007 | Sapporo       | 30 km stylem klasycznym | 1:29:47,1  | +5:32,3  | Virpi Kuitunen      |
| 16.     | 21 lutego | 2009 | Liberec       | 2x7.5 km bieg łączony   | 40:55,3    | +1:58,2  | Justyna Kowalczyk   |
| 5.      | 26 lutego | 2009 | Liberec       | Sztafeta 4 × 5 km       | 54:24,3    | +52,5    | Finlandia           |
| 15.     | 28 lutego | 2009 | Liberec       | 30 km stylem dowolnym   | 1:16:10,6  | +2:27,5  | Justyna Kowalczyk   |

### Puchar Świata

#### Miejsca w klasyfikacji generalnej
- sezon 1997/1998: 53.
- sezon 1998/1999: 37.
- sezon 1999/2000: 42.
- sezon 2000/2001: 74.
- sezon 2001/2002: 56.
- sezon 2002/2003: 38.
- sezon 2003/2004: 26.
- sezon 2004/2005: 78.
- sezon 2005/2006: 57.
- sezon 2006/2007: 51.
- sezon 2007/2008: 28.
- sezon 2008/2009: 43.
- sezon 2009/2010: 58.
- sezon 2010/2011: 89.

#### Miejsca na podium
Zawodniczka nie stała na podium ani razu.

### FIS Worldloppet Cup(FIS Marathon Cup)

#### Miejsca w klasyfikacji generalnej
- sezon 2008/2009: 17.
- sezon 2009/2010: 6.
- sezon 2010/2011: 9.
- sezon 2011/2012: 6.
- sezon 2012/2013: 3.
- sezon 2013/2014: 2.
- sezon 2014/2015: 4.
- sezon 2016: 5.
- sezon 2017: 19.

#### Miejsca na podium
| Nr | Dzień       | Rok  | Zawody               | Konkurencja             | Czas biegu  | Strata      | Miejsce | Zwyciężczyni         |
| -- | ----------- | ---- | -------------------- | ----------------------- | ----------- | ----------- | ------- | -------------------- |
| 1. | 13 grudnia  | 2009 | La Sgambeda          | 42 km stylem dowolnym   | 1:46:28.5 h | +25.1 s     | 2.      | Wałentyna Szewczenko |
| 2. | 20 marca    | 2010 | Birkebeinerrennet    | 54 km stylem klasycznym | 2:57:33.0 h | +1:08.0 min | 2.      | Jenny Hansson        |
| 3. | 13 marca    | 2011 | Engadin Skimarathon  | 42 km stylem dowolnym   | 1:48:00.1 h | -           | 1.      | -                    |
| 4. | 20 stycznia | 2013 | Dolomitenlauf        | 42 km stylem dowolnym   | 2:02:37.1 h | +6:26.0 min | 3.      | Olga Michajłowa      |
| 5. | 22 lutego   | 2014 | American Birkebeiner | 52 km stylem dowolnym   | 2:40:57,4 h | +1:16,3 min | 2.      | Caitlin Compton      |
| 6. | 18 stycznia | 2015 | Dolomitenlauf        | 42 km stylem dowolnym   | 1:43:55,6 h | +2:30,5 min | 3.      | Holly Brooks         |
| 7. | 15 lutego   | 2015 | Tartu Maraton        | 63 km stylem klasycznym | 3:10:00,7 h | +4:49,3 min | 2.      | Tatjana Mannima      |
| 8. | 11 kwietnia | 2015 | Ugra Ski Marathon    | 30 km stylem dowolnym   | 1:19:46,4 h | +2:37,8 min | 3.      | Kaciaryna Rudakowa   |
| 9. | 24 stycznia | 2016 | Dolomitenlauf        | 42 km stylem dowolnym   | 1:41:32,3 h | +1:16,3 min | 3.      | Aurélie Dabudyk      |